# Neuhütten (Wüstenrot)
Neuhütten ist ein Ort und eine ehemals selbstständige Gemeinde, die 1974 zusammen mit den benachbarten Gemeinden Finsterrot, Maienfels und Wüstenrot zur neuen Einheitsgemeinde Wüstenrot im Landkreis Heilbronn im nordöstlichen Baden-Württemberg zusammengeschlossen wurde. Der Ort, zu dem heute noch die Weiler Bärenbronn, Kühhof, Lauxenhof und Plapphof sowie der Wohnplatz Jägerhaus im (ansonsten Maienfels zugehörigen) Kreuzle gehören, entstand vermutlich im frühen 16. Jahrhundert bei einer Glashütte und hat rund 1600 Einwohner. Damit ist er, nach Wüstenrot selbst, nach Einwohnerzahlen der zweitgrößte Teil der Flächengemeinde Wüstenrot.

## Geographie

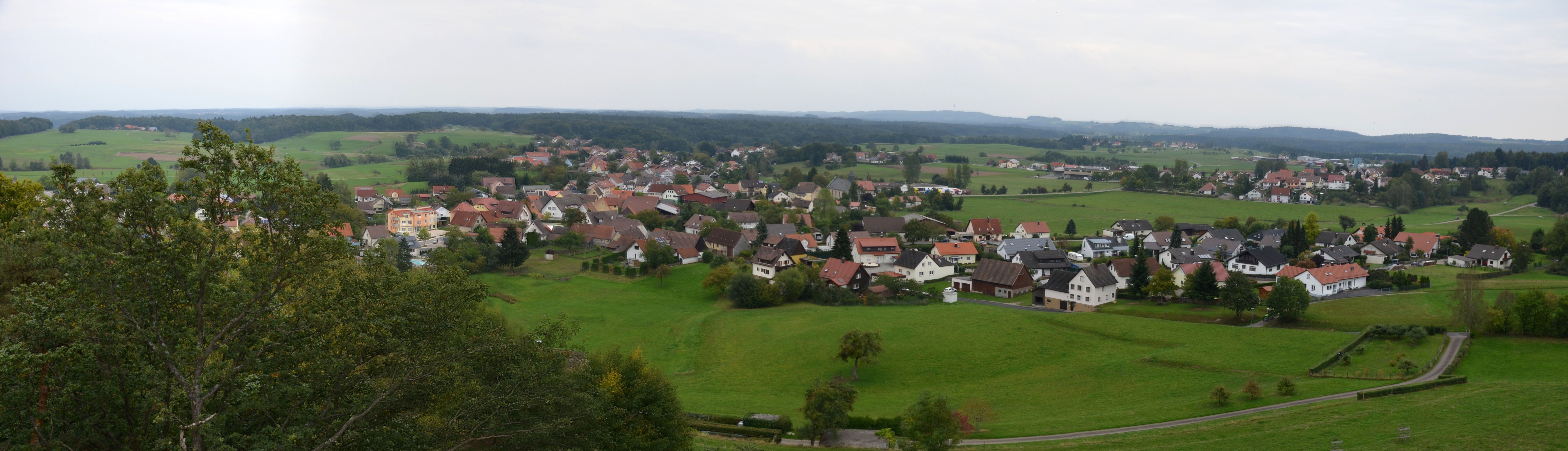
Blick auf Neuhütten vom Steinknickleturm

Neuhütten liegt am Nordrand des Mainhardter Waldes auf der Stubensandstein-Hochfläche des sogenannten Burgfriedens, der seinen Namen von der dort gelegenen Burg Maienfels bezieht und die Orte der ehemaligen reichsritterschaftlichen Herrschaft Maienfels umfasst. Neuhütten und die ihm zugehörigen Weiler und Wohnplätze nehmen den südwestlichen Teil des Burgfriedens ein, während das benachbarte Maienfels mit seinen Weilern im nordöstlichen Teil liegt. Im Osten schließt sich Ammertsweiler (Gemeinde Mainhardt, Landkreis Schwäbisch Hall) an, im Südosten Finsterrot, im Süden der zu Wüstenrot gehörende Weiler Weihenbronn und im Westen und Norden das unbesiedelte Tal des der nördlich gelegenen Brettach zufließenden Bernbachs, das zum Ortsteil Unterheimbach der Gemeinde Bretzfeld im Hohenlohekreis gehört.
Die Gemarkung Neuhüttens ist mit 542 ha von mittlerer Größe unter den Wüstenroter Teilorten. Das Klima ist eher kühl, die Hochfläche meist dem Wind ungehindert ausgesetzt, der Stubensandstein-Boden für die landwirtschaftliche Nutzung wenig geeignet. Die höchste Erhebung ist das am Nordrand der Gemarkung und ungefähr in der Mitte der West-Ost-Ausdehnung gelegene 525 m hohe Steinknickle, auf dem sich ein Aussichtsturm des Schwäbischen Albvereins befindet. Der zum Bernbachtal abfallende Gemarkungsteil westlich des Steinknickles ist mit Wald bestanden und von kleinen Zuflüssen des Bernbachs durchzogen. Im Süden dieses Gemarkungsteils, noch auf der Hochfläche, liegt der Neuhüttener Weiler Bärenbronn, der direkt an den zu Wüstenrot gehörigen Weiler Hasenhof anschließt.
Der Hauptort Neuhütten liegt im Ostteil der Gemarkung. In diesem nur am Rand bewaldeten Gebiet entspringen aus tonigen Schichten kleine Bäche, die sich zum Dachsbach vereinen, der in einem flachen Muldental zum auf Finsterroter Gemarkung liegenden Finsterroter See und von dort weiter nach Süden zur Rot fließt. Hier liegen die Weiler Kühhof, Lauxenhof und Plapphof. Nördlich dieser Weiler lag am Westhang des Dachsbaches die Glashütte, aus der sich der Ort Neuhütten entwickelte. Noch heute wird dieser etwas tiefer gelegene Ortsteil Hütte genannt. Aus diesem und einem weiteren, etwas nordwestlich gelegenen Siedlungskern entwickelte sich ein unregelmäßiges Straßendorf, das nach dem Zweiten Weltkrieg um Neubaugebiete erweitert wurde. Vom östlichen Ortsende führt eine schmale Straße Richtung Ammertsweiler.
Der nur wenige Gebäude umfassende Wohnplatz Jägerhaus im Kreuzle an der Nordostgrenze der Gemarkung schließt unmittelbar an den zu Maienfels gehörenden Weiler Kreuzle an. Hier erreicht die aus Richtung Brettachtal, Unterheimbach und Maienfels kommende Landesstraße 1090 die Gemarkung, die Neuhütten von Norden nach Süden durchzieht. Südlich des Ortskerns führt die L 1090 am Neuhüttener Friedhof und an der nach dem Zweiten Weltkrieg entstandenen August-Strobel-Siedlung vorbei (von der eine weitere Straße nach Bärenbronn führt), bis sie schließlich in Weihenbronn die in West-Ost-Richtung verlaufende Bundesstraße 39 kreuzt, die die Gemeinde Wüstenrot mit Löwenstein und Heilbronn im Westen und Mainhardt und Schwäbisch Hall im Osten verbindet. Südlich der B 39 führt die L 1090 weiter zum für die Gemeinde namengebenden Teilort Wüstenrot.

## Geschichte
Der Ursprung des Namens und der Besiedlung Neuhüttens liegt im verstärkten Auftreten von Glashütten in den Wäldern Hohenlohes ab dem 16. Jahrhundert. In der Nähe liegen auch die Dörfer Hütten und Neuhütte im Joachimstal. Das 1541 erstmals urkundlich erwähnte Neuhütten war ursprünglich ein Straßendorf und hatte sich auf einer Länge von etwa zwei Kilometern längs einer Straße angesiedelt. Bis 1945 wuchs die bebaute Fläche längs der Straße auf 22 Hektar an. Erst nach 1945 entstanden bedeutende Querstraßen, und das Dorf erreichte durch Neubaugebiete bis heute eine Ausdehnung von 45 Hektar. 
Das Dorf verfügt über eine Infrastruktur aus mittelständischem Einzelhandel, Gastronomie und Dienstleistungsbetrieben.
Zudem gibt es öffentliche Angebote und Einrichtungen: Grundschule, zwei Kindergärten und Bürgerhaus sowie die 2000 Besucher fassende Burgfriedenhalle.
Seit dem 1. Januar 1974 gehört Neuhütten zur Gemeinde Wüstenrot.

### MELAP-Modellprojekt

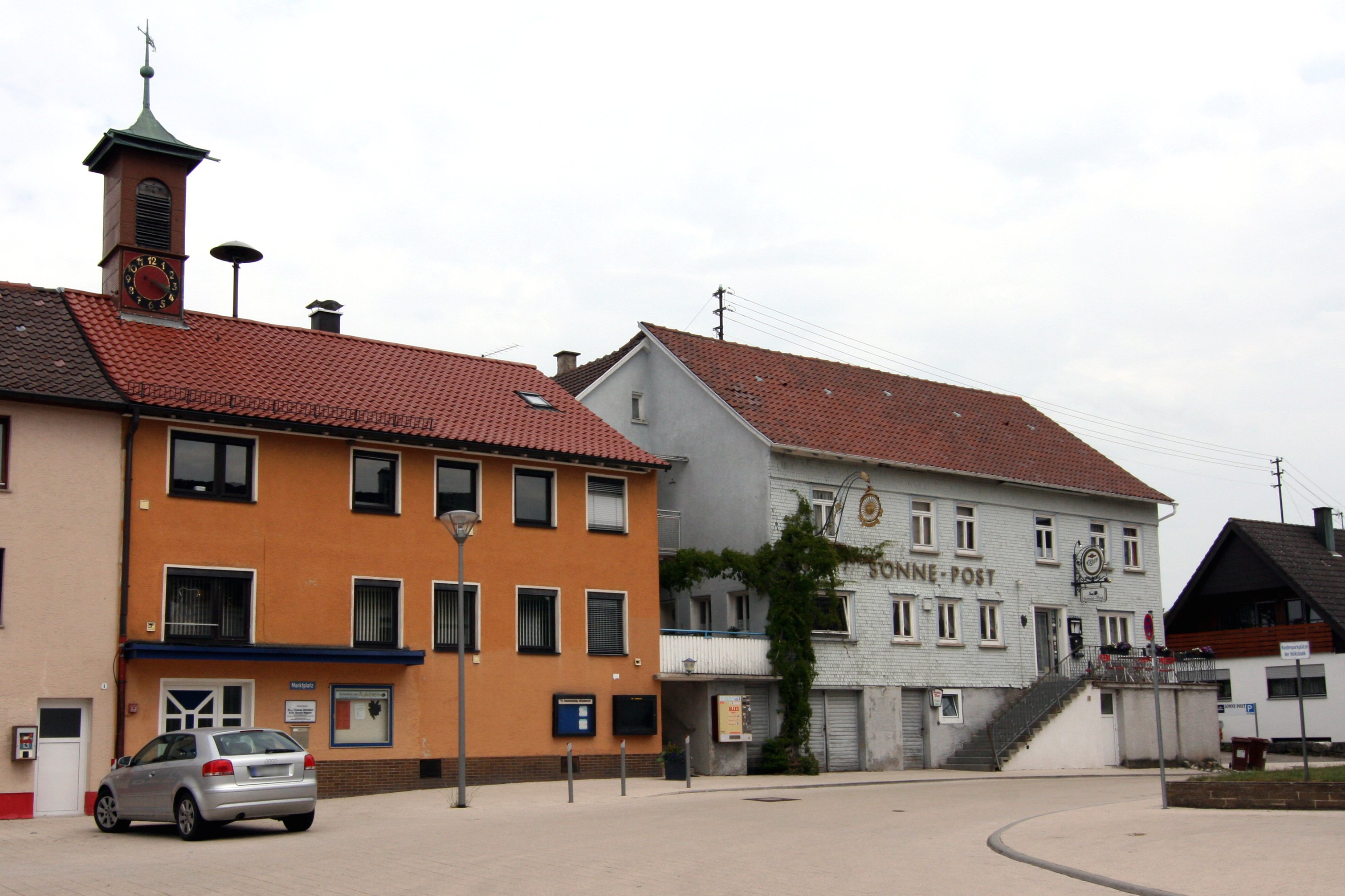
Der Neuhüttener Marktplatz

Durch Überalterung der Bevölkerung im Ortskern, durch den erhöhten Leerstand (eine Studie vom November 2005 bezifferte diesen auf rund 10 % der Gebäude), durch die schlechte Bausubstanz und ein unattraktives Wohnumfeld sowie durch den sich abzeichnenden Qualitätsverlust in der Grundversorgung entstand ein negatives Image für den Ort und insbesondere für das Wohnen im Ortskern. Bei etwa 70 % der Gebäude im Ortskern war Sanierungs- oder schlimmstenfalls Abrissbedarf gegeben. Neuhütten stand damit exemplarisch für eine Vielzahl von Teilorten der Landkreisgemeinden des Landkreises Heilbronn und benachbarter Regionen.
2005 bis 2009 war Neuhütten einer der elf ausgewählten Orte des Modellprojekts zur Eindämmung des Landschaftsverbrauchs durch Aktivierung des innerörtlichen Potenzials (MELAP) des Ministeriums für Ernährung und Ländlichen Raum Baden-Württemberg. Das Modellprojekt zielte darauf ab, auf die übliche expansive Ausweisung von Neubaugebieten außerhalb der Ortsmitte zu verzichten und durch forcierte Altort-Sanierung dort wieder ein attraktives Umfeld zu schaffen.
Die Gemeinde verpflichtete sich dazu, das 15 ha große Neubaugebiet Seewiesen nicht zu bebauen und auch ein geplantes weiteres Baugebiet südlich der Ortsmitte nicht zu realisieren. Stattdessen wurden durch die Sanierung von bis zu 6 ha Altortfläche Neubauflächen geschaffen, aber auch zahlreiche Gebäude aus der ersten Hälfte des 19. Jahrhunderts saniert.
Die Erfahrungen aus diesem Modellprojekt geben wichtige Impulse bei der Dorf- und Sanierungsplanung in den umliegenden Landkreisen, in denen viele Orte ähnliche Siedlungsstrukturprobleme aufweisen.

## Religion
Neuhütten gehörte bis ins 19. Jahrhundert stets zum benachbarten, reichsritterschaftlichen Maienfels und war wie dieses evangelischen Glaubens, die Pfarrkirche war die Maienfelser Burgkirche. Auch nachdem Neuhütten (vor 1824) eine selbstständige politische Gemeinde geworden war, blieb die Zuordnung zur Kirchengemeinde Maienfels erhalten. Weil der Weg zur Kirche in Maienfels für Alte und Kranke zu beschwerlich war und die kleine Burgkirche nicht alle Gemeindeangehörigen fassen konnte, entschloss man sich 1845, in Neuhütten selbst Gottesdienste abzuhalten, die teils im Schulhaus, teils im Tanzsaal des Gasthauses Zur Sonne stattfanden.
1851 löste ein königlich württembergischer Erlass Neuhütten aus dem kirchlichen Verbund mit Maienfels und ordnete an, dass aus Neuhütten und den Nachbarorten Finsterrot (bis dahin kirchlich Filial von Wüstenrot) und Ammertsweiler (kirchlich Filial von Mainhardt) eine neue Kirchengemeinde gebildet werden solle. Kirche und Pfarrhaus sollten in das zwischen Neuhütten und Ammertsweiler gelegene Finsterrot kommen.
Da Ammertsweiler sich nicht von Mainhardt lösen wollte, blieben zur Gründung der neuen Kirchengemeinde nur Finsterrot und Neuhütten übrig, eine Doppelpfarrei Neuhütten/Finsterrot wurde errichtet. Nach langen Streitereien zwischen Finsterrot und Neuhütten um Kirche, Pfarrsitz und Pfarrerswohnung ordnete ein ministerieller Erlass vom 11. November 1856 die Verlegung des Pfarrsitzes ins größere Neuhütten an. Finsterrot erhielt einen 1857 eingeweihten Betsaal, und in Neuhütten wurde am südlichen Ortsrand auf Staatskosten die 1863 eingeweihte Evangelische Pfarrkirche Neuhütten erbaut. 1864 folgte die Einweihung des neuen Pfarrhauses neben der Kirche. Die heutige evangelische Kirchengemeinde Neuhütten gehört mit dem Filial Finsterrot zum Kirchenbezirk Weinsberg-Neuenstadt der Evangelischen Landeskirche in Württemberg.

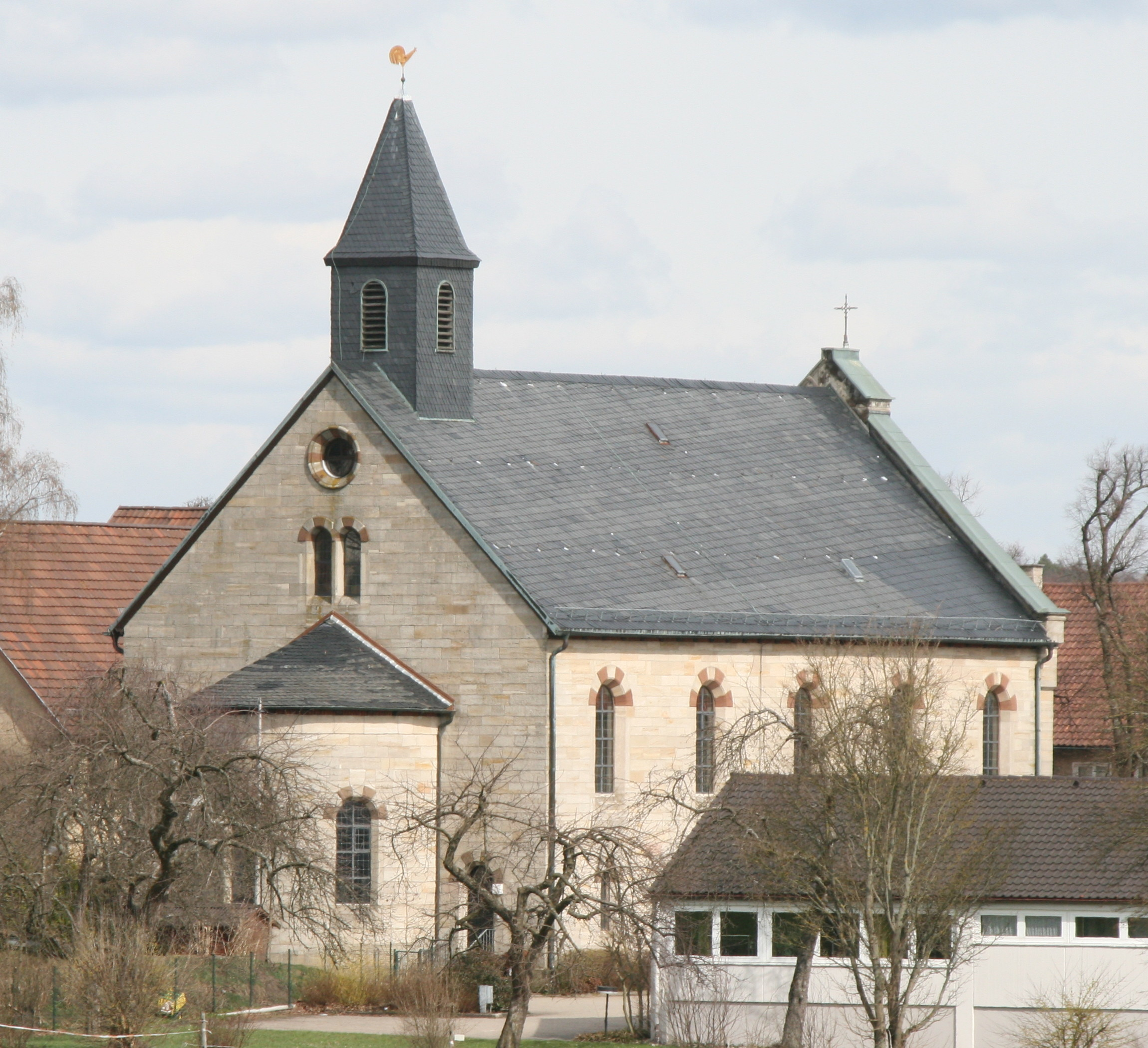
Evangelische Pfarrkirche
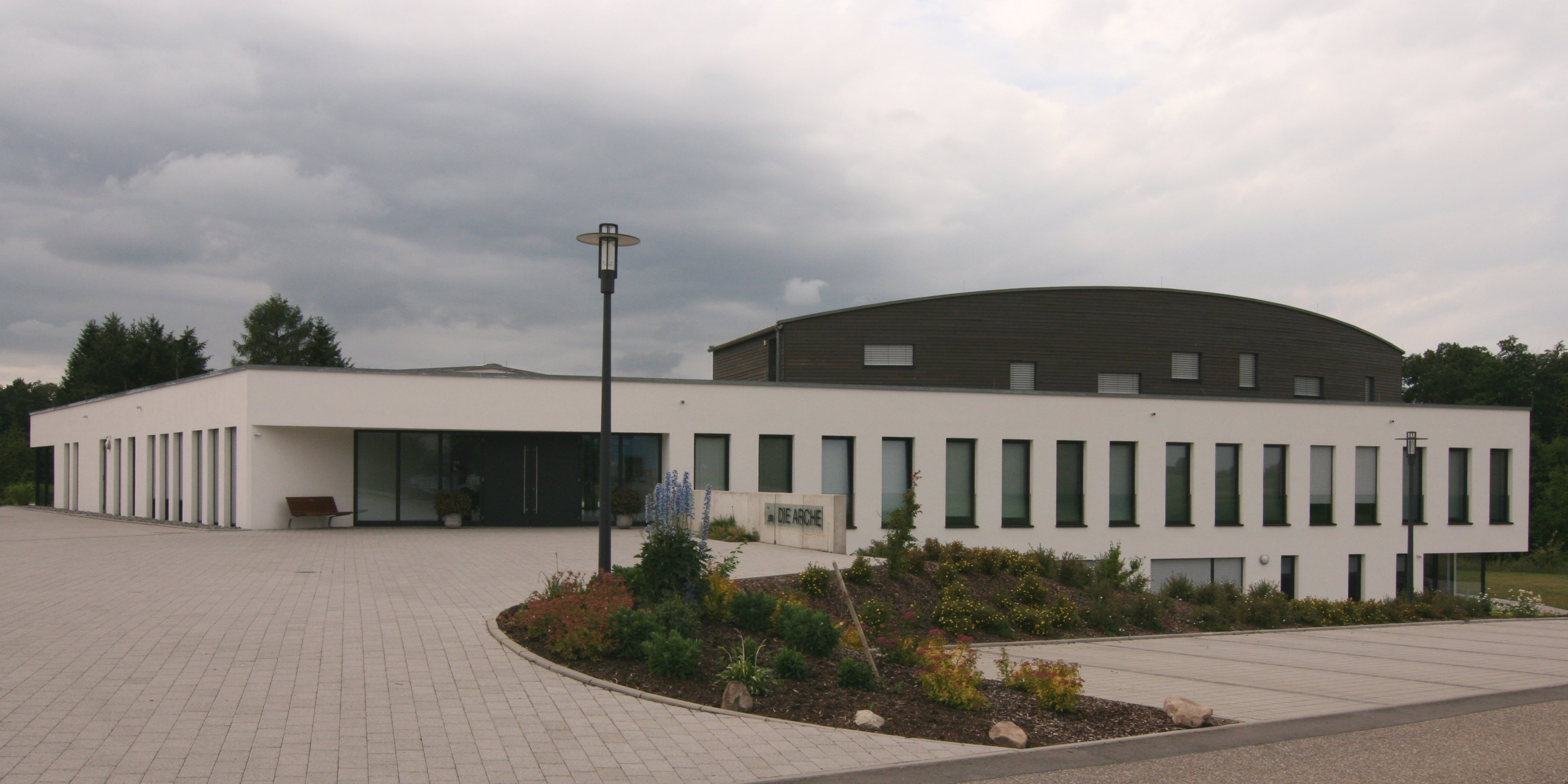
Die Arche der Täufergemeinde
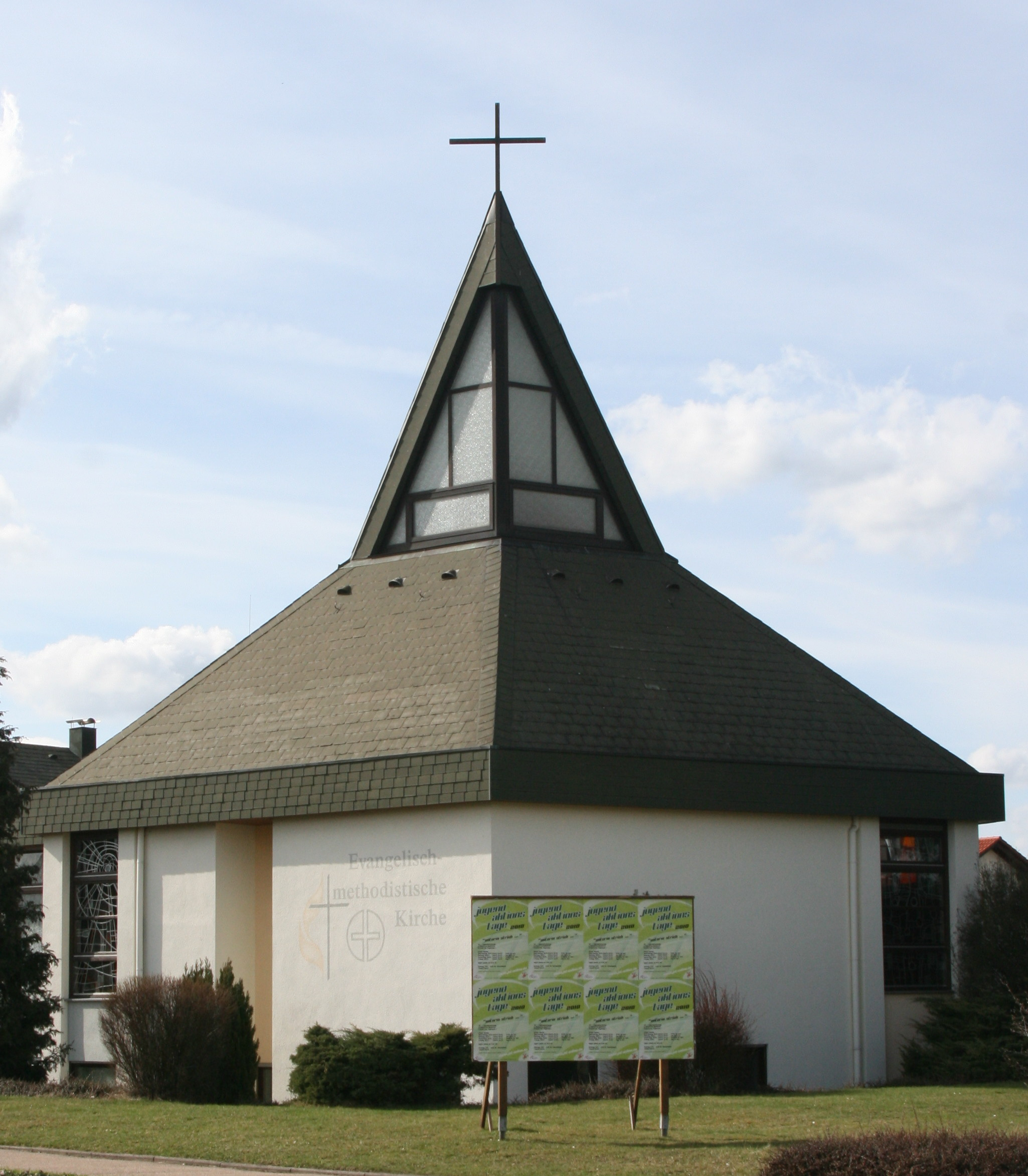
Evangelisch-methodistische Kirche
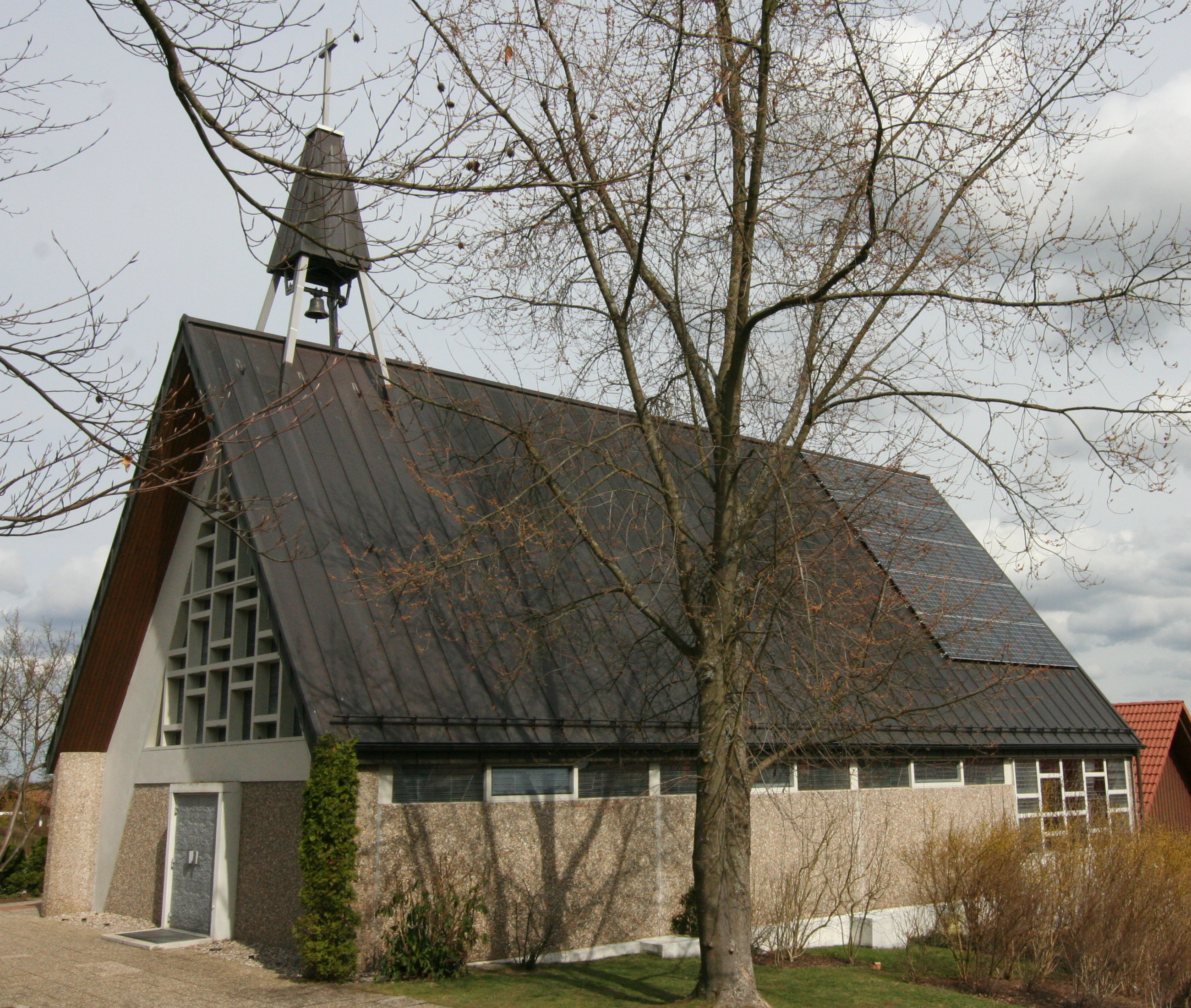
Katholische Kirche St. Barbara

Um 1850 gründete sich im zu Neuhütten gehörenden Weiler Plapphof von Dauernberg aus eine Gemeinde Evangelisch Taufgesinnter, die als Evangelische Täufergemeinde Neuhütten im Bund Evangelischer Täufergemeinden bis heute in Neuhütten präsent ist und nach verschiedenen Zwischenstationen 2007 bis 2009 ein neues Gemeindezentrum, Die Arche, errichtete. Auf dem Grundstück neben dem Gemeindezentrum betreibt die Täufergemeinde schon seit 1955 das Altenheim Haus Waldruh.
Methodisten sind seit 1869 in Neuhütten präsent. 1874 gehörten die Neuhüttener Methodisten zum neu gegründeten Bezirk Öhringen, 1892 wurde eine erste Kapelle im Ort errichtet, 1894 ein eigener Gemeindebezirk. Die Kapelle erhielt anlässlich einer gründlichen Renovierung 1952 den Namen Kreuzkirche, der auf ein 1982 eingeweihtes Nachfolgebauwerk übertragen wurde. Heute gehört die methodistische Doppelgemeinde Wüstenrot-Neuhütten zur Evangelisch-methodistischen Kirche.
Katholiken kamen in größerer Zahl erst nach dem Zweiten Weltkrieg durch den Zuzug Heimatvertriebener nach Neuhütten. Für sie wurde in den 1950er-Jahren zunächst eine Behelfskirche errichtet, die Neuhüttener Barackenkirche. Seit 1970 verfügen sie über die im Neubaugebiet August-Strobel-Siedlung beim Friedhof südlich des alten Ortskerns errichtete Kirche St. Barbara. Organisatorisch gehörten die Neuhüttener Katholiken 1967 bis 1990 zur Pfarrei Mainhardt, seit 1990 zur katholischen Kirchengemeinde in (Obersulm)-Affaltrach.

Wappen Neuhüttens

## Wappen
Das Wappen von Neuhütten zeigt in Gold auf einem erhöhten grünen Hügel, der mit einem silbernen Glasgefäß belegt ist, drei grüne Tannen.

## Bauwerke
- Die evangelische Kirche Neuhütten wurde 1863 auf Staatskosten durch den Heilbronner Baumeister Albert Barth errichtet.[7] Auch heute noch gehört die Kirche dem Land Baden-Württemberg. Sie ist mit ursprünglich 600 Sitzplätzen ein stattlicher Bau in neuromanischem Stil, nach den Grundsätzen des Eisenacher Regulativs als dreischiffige Hallenkirche mit Chorapsis und mit einer dreiseitigen Empore ausgestattet, deren Säulenpaare auch die Flachdecke und das Dachwerk tragen. Nur geringfügige Veränderungen gab es seither: Ein baufälliger Glockenträger wurde 1973 durch einen Dachreiter ersetzt, bei der Gesamtrenovierung 1988 die Sakristei verlegt, die Kanzel tiefer gesetzt und von der Künstlerin Karola Schierle aus Wüstenrot-Kreuzle das mittlere Chorfenster mit einem Glasgemälde Sintflut gestaltet.[8]
- Das ehemalige Hütthaus aus der Zeit um 1600 erinnert an die einstige Glasverhüttung, das Jägerhaus im Kreuzle ist das einstige Gemmingensche Forsthaus von 1761. Das Pfarrhaus stammt von 1863, das Schulhaus von 1872, außerdem gibt es noch das Backhaus um 1850. Neben dem südlich des alten Ortskerns gelegenen Friedhof befindet sich das Neuhüttener Kriegerdenkmal aus den 1920er-Jahren.
- Steinknickleturm: 1913 errichtete die damalige Gemeinde Neuhütten einen ersten, 25 m hohen Aussichtsturm auf der Kuppe westlich des Orts. 1935 übernahm ihn der Schwäbische Albverein. 1945 beschädigte Beschuss amerikanischer Artillerie den Turm. Nach weiteren Sturmschäden in den Jahren 1955 und 1956 musste er im Mai 1956 abgebrochen werden. An seiner Stelle errichtete man 1957 mit dem Steinknickleturm einen neuen Turm in Holzbauweise auf einem Betonsockel, der mit seinen 30 m etwas weiter aufragt als sein Vorgänger es tat. Dieser neue Turm wurde am Himmelfahrtstag 1957 eingeweiht; am 3. Juni 2007 feierte man das 50-jährige Jubiläum seiner Eröffnung.  Der Turm bietet nach Westen Ausblick ins Weinsberger Tal, nach Norden über die Hohenloher Ebene, bei klarem Himmel bis in den Odenwald. Im Osten sind Teile der Waldenburger Berge, im Süden des Mainhardter Waldes bis zur Hohen Brach bei Grab, im Westen der Löwensteiner Berge mit dem Stocksberg zu sehen.

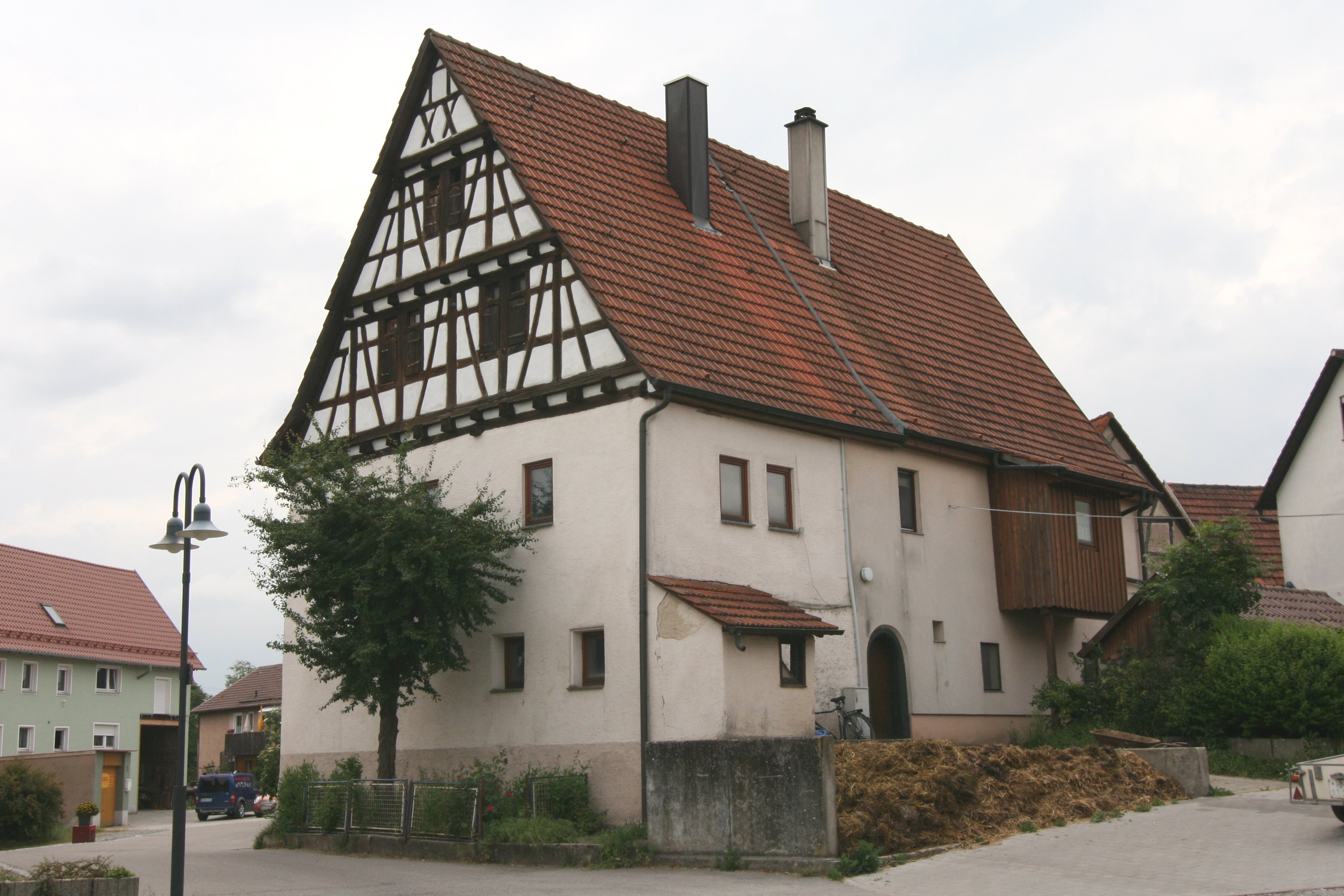
Ehemaliges Hütthaus
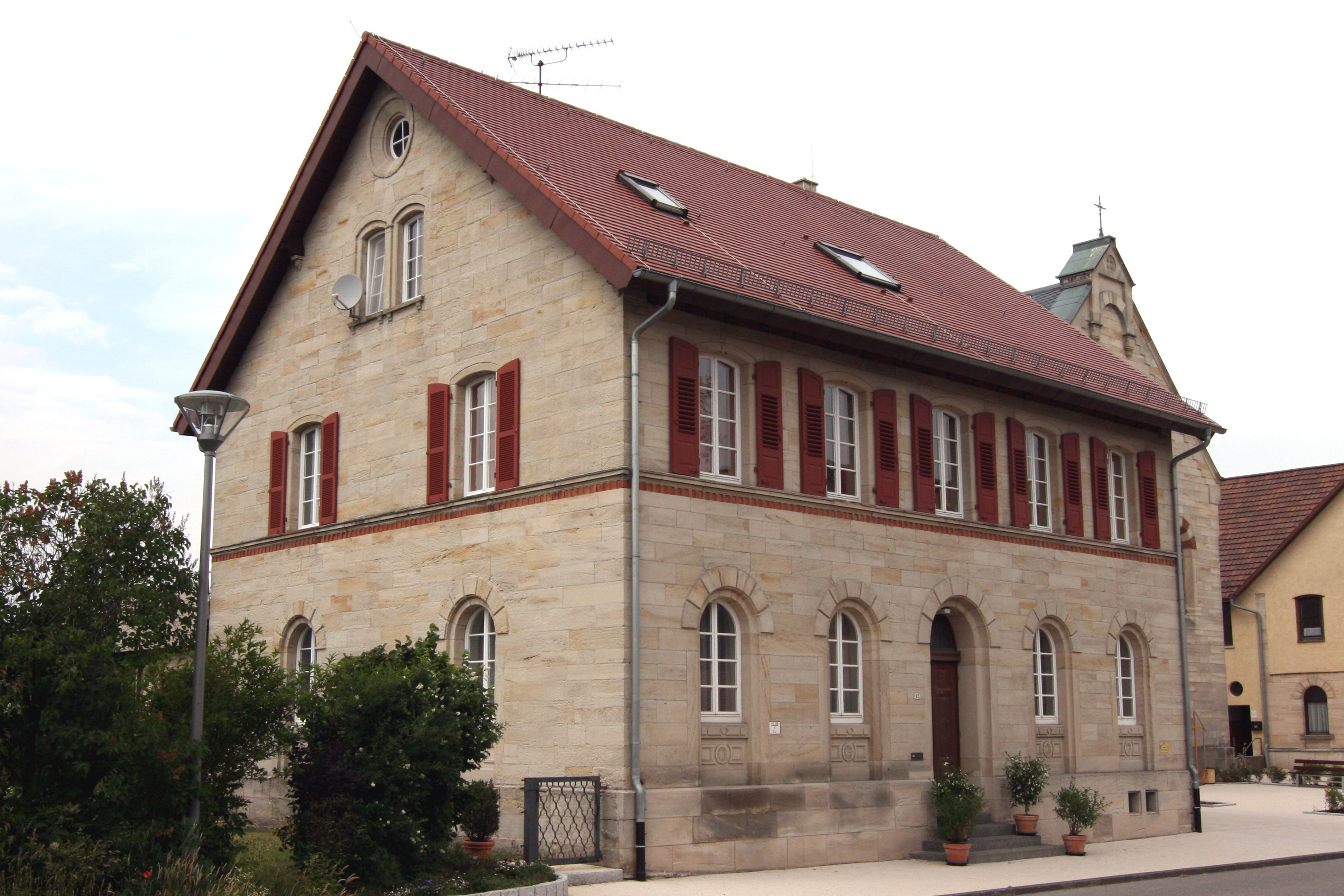
Evangelisches Pfarrhaus
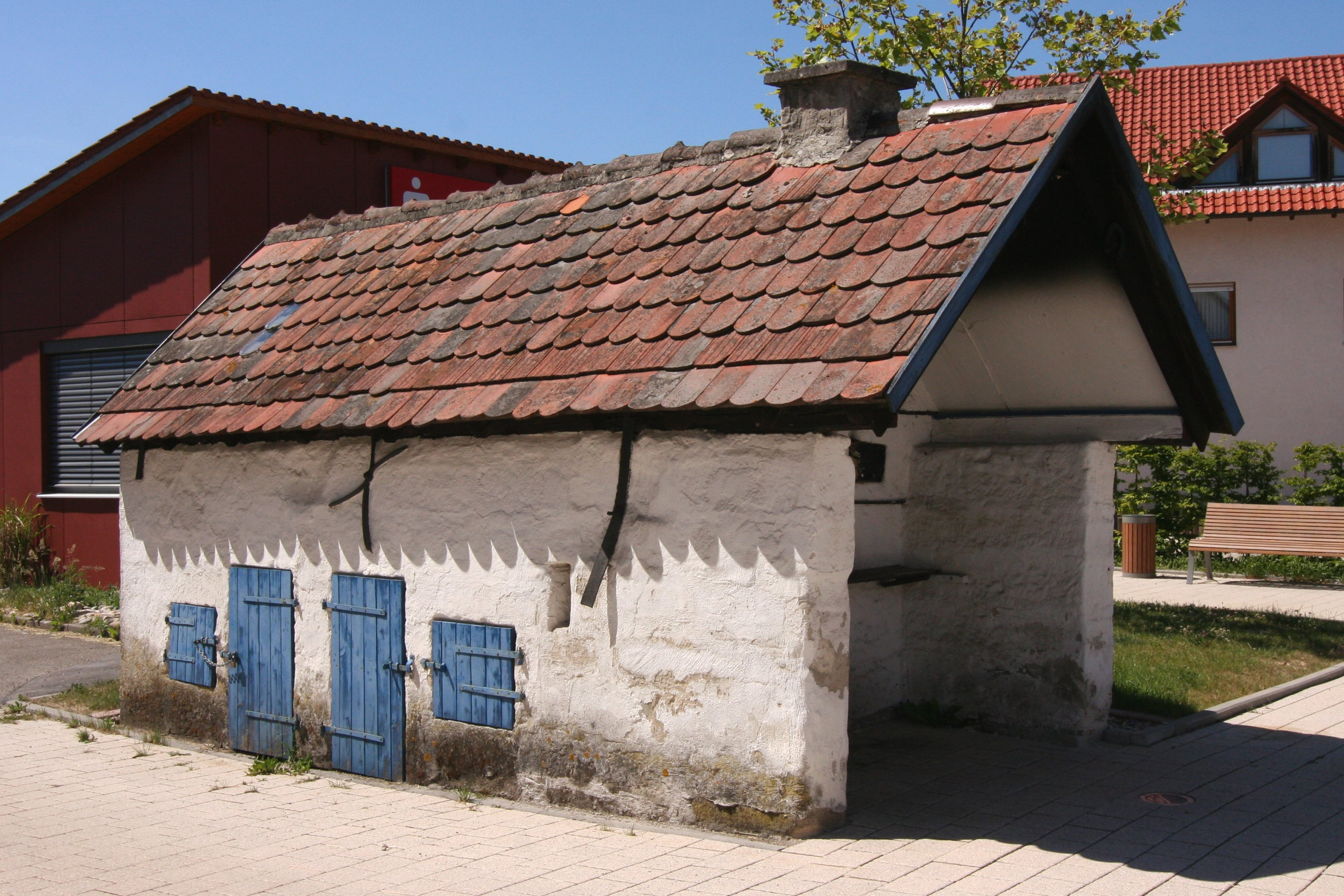
Backhaus
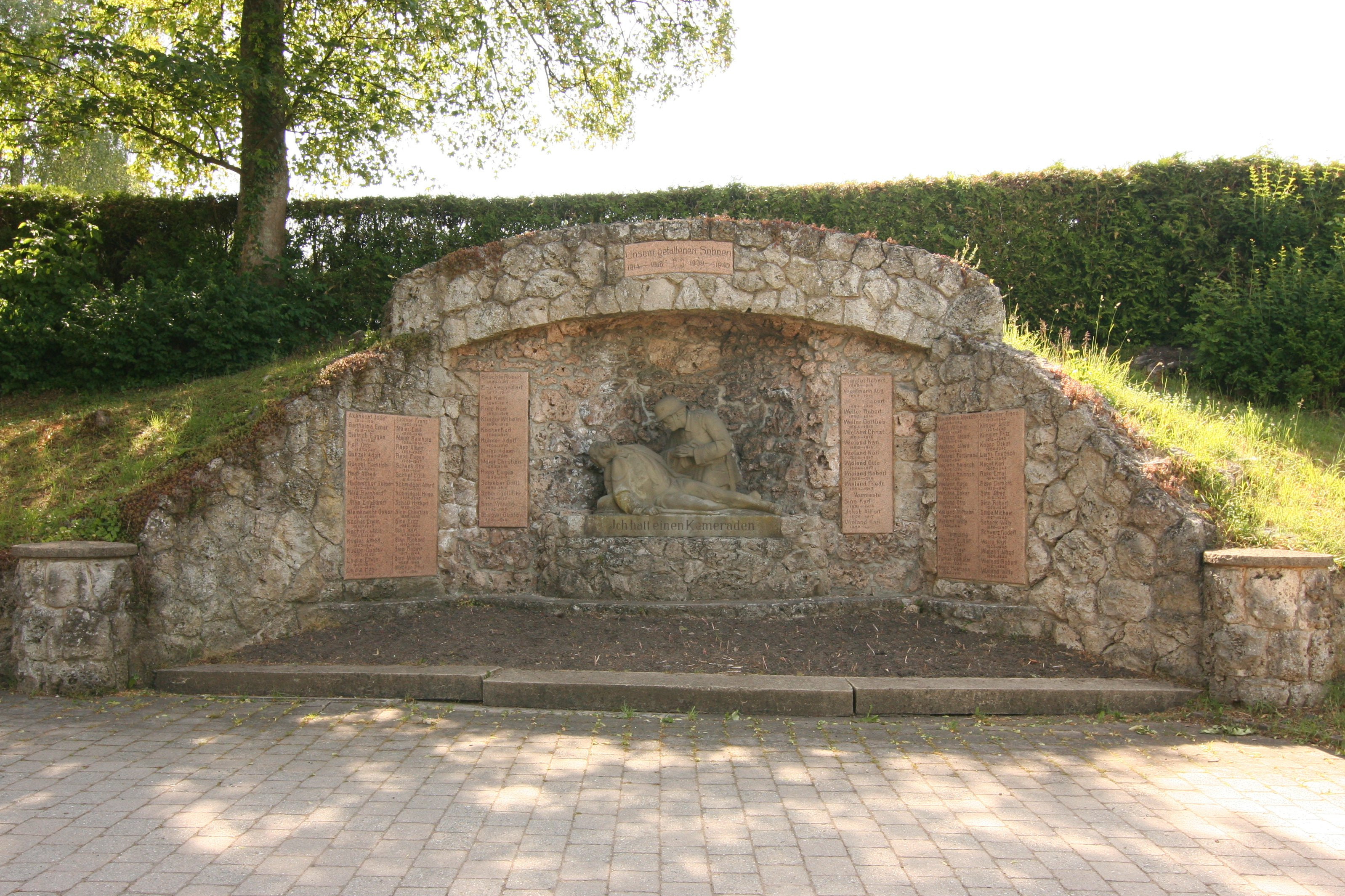
Kriegerdenkmal
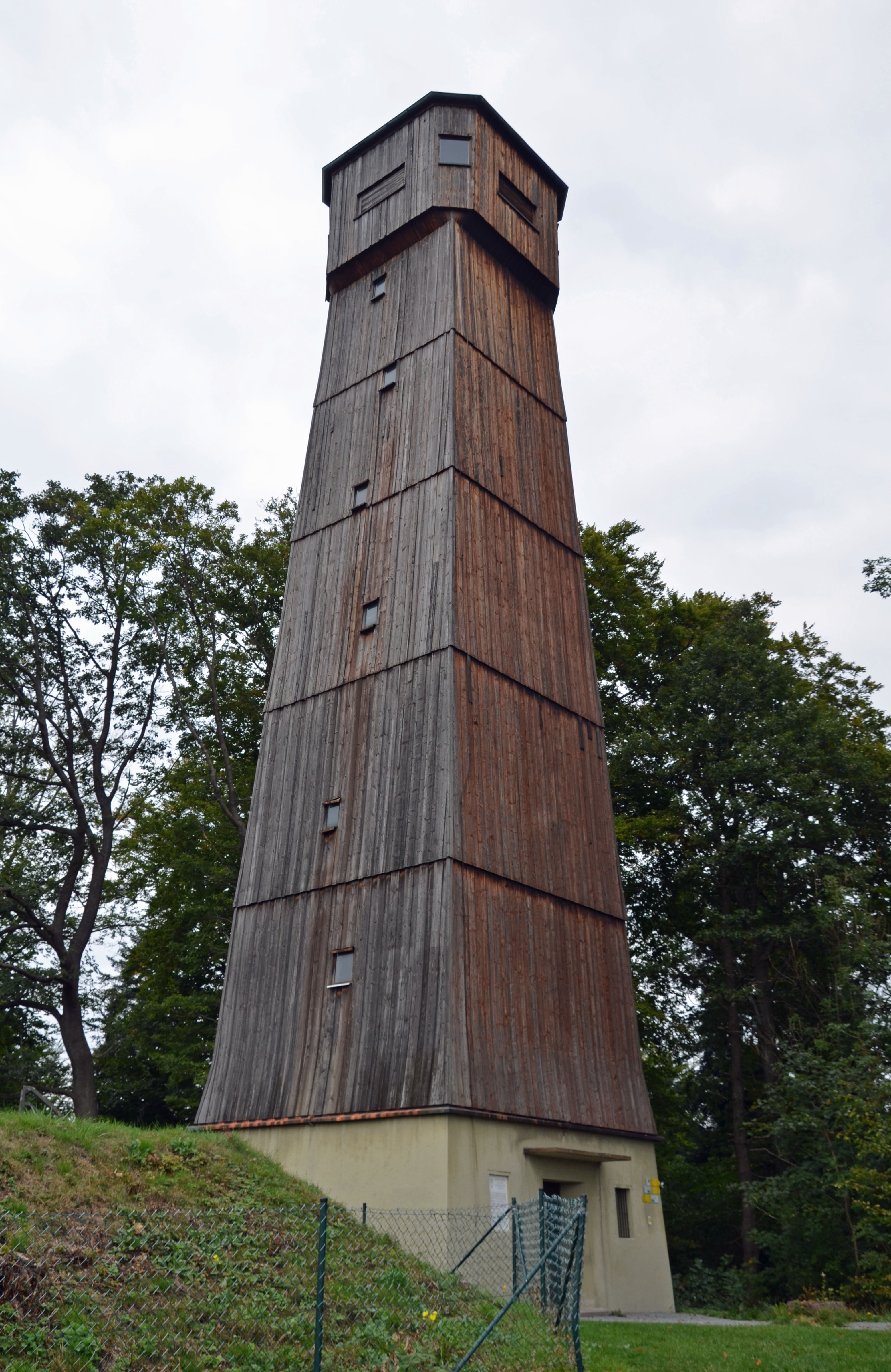
Steinknickleturm
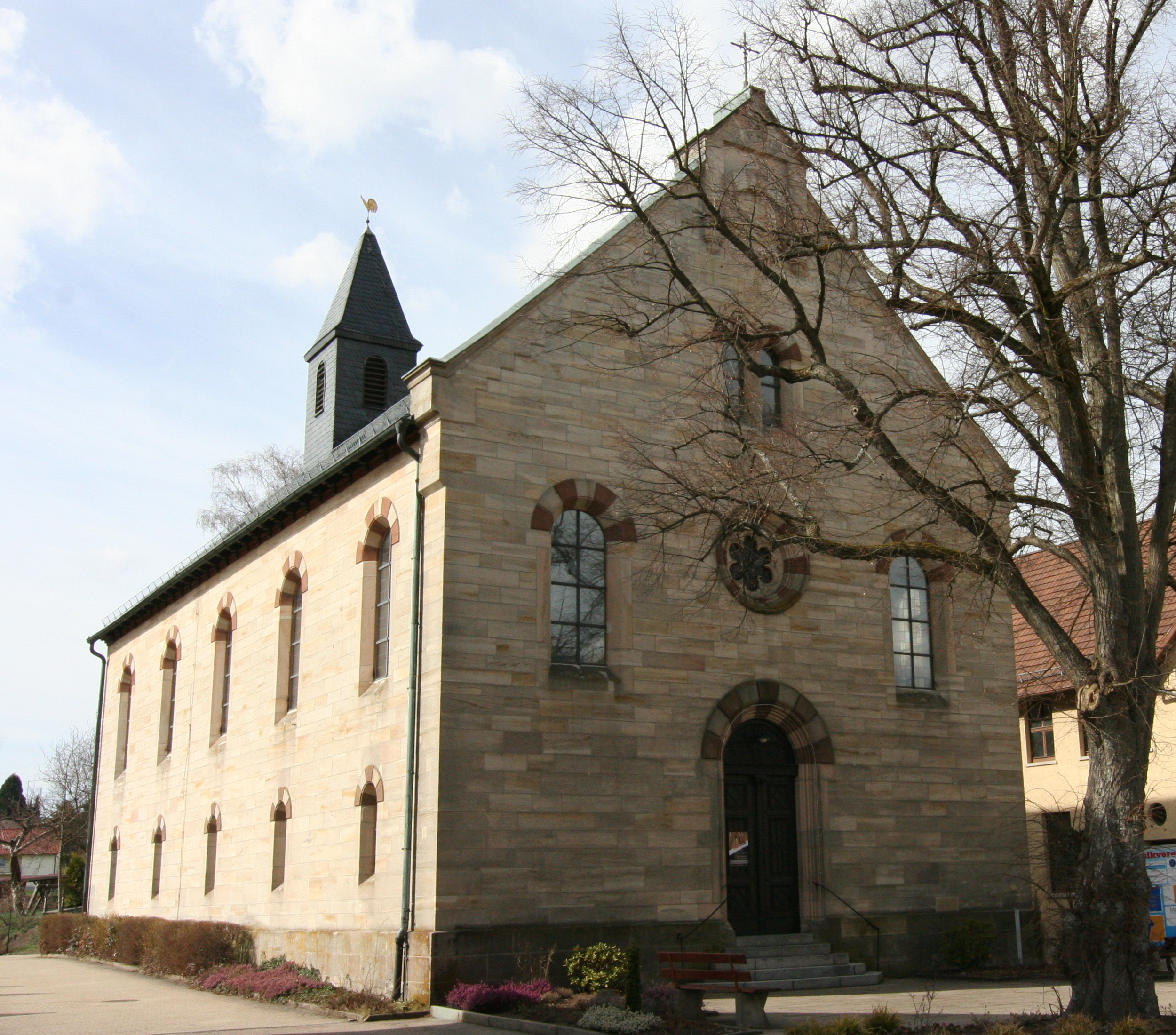
Evangelische Kirche Neuhütten

## Persönlichkeiten

### Söhne und Töchter der Gemeinde
- Max Walter Bausenhart (1907–1994), Verwaltungsjurist und Ministerialdirigent